# Dilolo Lacus
Il Dilolo Lacus è una struttura geologica della superficie di Titano.